# 블라디미르 니키틴 (권투 선수)
블라디미르 올레고비치 니키틴(러시아어: Влади́мир Оле́гович Ники́тин, 1990년 3월 22일~)은 러시아의 권투 선수이다. 2016년 하계 올림픽 남자 라이트웰터급에서 동메달을 획득했으며 세계 선수권 대회에서 은메달 1개를 획득했다.